# Mistrzostwa Świata w Strzelaniu do Rzutków 1959
Mistrzostwa Świata w Strzelaniu do Rzutków 1959 – dziewiąte mistrzostwa świata w strzelaniu do rzutków; rozegrano je w  Kairze.
Były to pierwsze mistrzostwa od 9 lat (w międzyczasie, rzutki wchodziły w program ogólnych mistrzostw w strzelectwie). Rywalizowano w trzech konkurencjach: trapie indywidualnym, trapie drużynowym oraz w skeecie indywidualnym.
W klasyfikacji medalowej zwyciężyli ex aequo reprezentanci Włoch i Związku Radzieckiego.

## Klasyfikacja medalowa
Gospodarze mistrzostw
| Pozycja | Kraj                          | Złoto | Srebro | Brąz | Łącznie |
| ------- | ----------------------------- | ----- | ------ | ---- | ------- |
| 1       | Włochy                        | 1     | 1      | 1    | 3       |
| 1       | ZSRR                          | 1     | 1      | 1    | 3       |
| 3       | Zjednoczona Republika Arabska | 1     | 0      | 1    | 2       |
| 4       | Liban                         | 0     | 1      | 0    | 1       |

## Wyniki
| Konkurencja     | Złoto                                                        | Wynik    | Srebro           | Wynik    | Brąz                            | Wynik    |
| Skeet           | Oleg Łosiew                                                  | 195 pkt. | Jurij Curanow    | 192 pkt. | Nikołaj Durniew                 | 191 pkt. |
| Trap            | Husam al-Badrawi                                             | 293 pkt. | Edoardo Casciano | 292 pkt. | Galliano Rossini                | 290 pkt. |
| Trap, drużynowo | Włochy Edoardo Casciano Galliano Rossini Giorgio Tomassini ? | 578 pkt. | Liban ?          | 572 pkt. | Zjednoczona Republika Arabska ? | 569 pkt. |